# Guillaume Bats
Pour les articles homonymes, voir Bats.
Guillaume Bats est un humoriste français, né le 14 avril 1987 à Reims et mort le 1er juin 2023 à Paris 3e.
Révélé par l'émission On n'demande qu'à en rire sur France 2 en 2011, Guillaume Bats, atteint de la « maladie des os de verre », choisit l'autodérision et l'humour noir afin d'évoquer le handicap.

## Biographie

### Jeunesse et formation
Guillaume Bats naît le 14 avril 1987 à Reims, sous le nom de Guillaume Batreau : il est atteint dès la naissance d'une ostéogenèse imparfaite dite « maladie des os de verre ». Ses parents le placent à la DDASS à l'âge de 1 an (il ne revoit sa mère qu'à l'âge de 15 ans). Il a un frère (faux jumeau, qui n'est pas atteint par cette maladie) et un demi-frère. Il reste en pouponnière jusqu'à l'âge de 4 ans, puis intègre un orphelinat dans lequel il reste la semaine et passe le week-end dans une famille d'accueil. À l'âge de 7 ans, il y reste à temps plein mais doit quitter cette famille deux ans plus tard. Après un passage dans une famille qu'il juge « peu aimante », il est accueilli par une dame plus âgée ayant déjà de grands enfants. Il la considère comme sa « mère de cœur » et les enfants de celle-ci comme ses oncles et tantes.
Pendant une douzaine d'années, il fait du théâtre amateur à la maison des jeunes et de la culture de Montmirail dans la Marne. Il obtient son baccalauréat littéraire en 2007 dans la ville voisine de Sézanne. Il déménage, l'année suivante, à Paris pour suivre des études supérieures de théâtre à l'université Sorbonne-Nouvelle et s'inscrit dans une école spécialisée dans le one-man-show,. En parallèle, il élabore ses premiers sketchs. « J’ai choisi ce métier presque par obligation, pour me sentir mieux et m'accepter ».

### Les débuts etOn n'demande qu'à en rire
En octobre 2011, Guillaume Bats participe à la scène ouverte du Festival international d'expression artistique libre et désordonné (FIEALD) au théâtre Trévise. Son sketch Elle est pas belle la vie ? est sélectionné et mis en ligne sur Dailymotion où il compte en 2014 plus de 300 000 vues. Il est approché pour signer des contrats de production mais préfère prendre le temps de la réflexion.
Souhaitant participer à l'émission de Laurent Ruquier sur France 2 On n'demande qu'à en rire, il contacte l'humoriste Jérémy Ferrari, un des pensionnaires de l'émission, afin de retravailler l'écriture d'un sketch : « J'avais conscience de mes lacunes en termes d'écriture. Il a accepté mais à la condition de retravailler sur l'ensemble des sketchs de mon spectacle [Tous tordus]. Au début, je n'étais pas trop partant et puis j'ai accepté : je ne le regrette pas. Il est très rigoureux, très exigeant, limite obsessionnel dans le travail là où moi j’ai tendance à me laisser vivre… »
En décembre 2011, Guillaume Bats participe au sketch Père Noël devant les grands magasins de Waly Dia. Il revient en guest-star en mars 2012 dans un sketch des Lascars gays, puis également dans le sketch de Jérémy Ferrari, L'Adoption pour les nuls, où il parodie son propre handicap et obtient la note maximale (100/100). Il se lance ensuite en solo dans cette émission en y faisant deux passages, avec Jérémy Ferrari à la co-écriture.
Il fait parallèlement la première partie de plusieurs humoristes de la scène française : Anthony Kavanagh, Jean-Marie Bigard ou encore le Comte de Bouderbala.

### Attention à la tête,Hors cadreetInchallah(2013-2023)
Guillaume Bats crée en 2013 son premier « seul en scène », Attention à la tête, qu'il joue plus d'un an au Petit Gymnase à Paris,.
Il assure début 2014, en plus de ses propres dates parisiennes et provinciales, les premières parties de la tournée des Zéniths de Jérémy Ferrari, une expérience que les deux humoristes avaient déjà pu élaborer à La Cigale, au Casino de Paris et à l'Olympia, entre février et mai 2013. Il participe également à la réouverture du théâtre Le République (ancien Caveau de la République), dirigé par le Comte de Bouderbala.
En 2015, il joue des sketchs sur la chaîne L'Énorme TV dans l'émission hebdomadaire présentée par Laurent Baffie, Open Bars. L'humoriste participe également au gala annuel Duos Impossibles de Ferrari diffusé sur C8 et à de nombreux sketchs avec Laura Laune.
À l'été 2017, il crée au Festival d'Avignon son second « seul en scène », Hors Cadre, produit par Jérémy Ferrari et Éric Antoine,. Il le joue en tournée et à la Comédie des boulevards (aujourd'hui théâtre le Métropole) à Paris jusqu'en mars 2019. Il continue régulièrement de se produire un peu partout en France, mais aussi en première partie d'autres humoristes tels que Vérino ou Jarry. De novembre à décembre 2017, il assure quatre premières parties du spectacle de Michaël Gregorio, à l'Olympia, sur les seize représentations prévues de l'artiste.
En janvier 2023, Guillaume Bats débute la tournée de son nouveau spectacle Inchallah, à nouveau écrit avec Jérémy Ferrari. Bats annonce sur son site Web à propos de ce spectacle : « Notre-Dame a brûlé, pas lui ! La gargouille la plus drôle de Paris descend de la cathédrale pour monter une nouvelle fois sur scène le temps des réparations,. »

### Mort
Alors qu'il devait participer à une conférence sur le handicap, Guillaume Bats est retrouvé mort à son domicile du 3e arrondissement de Paris par son ami et producteur Jérémy Ferrari, qui s'inquiétait de son silence. Les causes précises de la mort ne sont pas connues, « probablement dans son sommeil », la maladie des os de verre ne provoquant pas forcément de décès prématuré.
La nouvelle est annoncée sur les réseaux sociaux par son équipe de production, le lendemain même de la diffusion sur Canal+ du « sketch show » de Jean-Pascal Zadi Kôkôrikô !, auquel il participe.
Le 17 juin 2023, une cérémonie publique a lieu à l'Espace loisir culture de Montmirail (Marne), en présence de son urne funéraire. Ses funérailles ont lieu dans la stricte intimité,. Il est ensuite inhumé au cimetière communal.

## Spectacles
- 2011 : Tous tordus (seul en scène)
- 2013-2014 : Attention à la tête (seul en scène)
- 2017-2019 : Hors Cadre (seul en scène)
- 2023 : Inchallah (seul en scène)

## Filmographie

### Création de voix
- 2023 : Nina et le Secret du hérisson : le hérisson

### Émissions télévisées
- 2011 : Téléthon en France, France 2
- 2011-2012 : On n'demande qu'à en rire, France 2
- 2012 : ONDAR Show, France 2
- 2012 : Vous trouvez ça normal ?!, France 2
- 2012 : La nuit nous appartient, NRJ 12
- 2013 : 100 % mag, M6
- 2013 : Le Magazine de la santé, France 5
- 2014 : 66 minutes, M6
- 2014 : Salut les Terriens, Canal+
- 2014 : Le Dézapping du Before, Canal+
- 2015 : Open Bars, L'Énorme TV
- 2017-2022 : Duos Impossibles de Ferrari, C8
- 2019 : Montreux Comedy Festival, France 4
- 2021 : Autour de (émission humoristique), France 4
- 2023 : Kôkôrikô ! de Jean-Pascal Zadi, Canal+.

### Séries télévisées
- 2017 : Hero Corp
- 2018 : Scènes de ménages : Ça s'enguirlande pour Noël !
- 2020 : Jusqu'à l'aube (it), saison 1 épisode 8 La Malédiction du trésor : lui-même

### DVD
- Hors cadre, Dark Smile & Lampyris Productions, 2020